# Charlotte Woodward Pierce
Charlotte Woodward Pierce (Waterloo, Nueva York, 14 de enero de 1830-Filadelfia, 15 de marzo de 1924) fue la única mujer de todas las que firmaron  la Declaración de Seneca Falls en 1848, que estaba viva cuando fueron las primeras elecciones que permitieron legalmente a las mujeres votar en las elecciones presidenciales de Estados Unidos de 1920.

## Historia
Woodward Pierce nació el 14 de enero de 1830 en los Estados Unidos. Provenía de una familia cuáquera que vivía en Waterloo, Nueva York.
En 1848,  cuando Woodward Pierce era una adolescente de 18 años y trabajaba como obrera en la fabricación de guantes,  recorrió 65 km en una carreta hasta la capilla metodista Wesleyana de Seneca Falls para asistir a la primera Convención de los Derechos de la Mujer.
Woodward Pierce se unió a la American Woman Suffrage Association y a la Asociación para el Association for the Advancement of Women.
Según algunas fuentes, Woodward Pierce fue la única mujer de todas las que asistieron a la Convención de Seneca Falls que vivió lo suficiente como para ejercer efectivamente su derecho a votar legalmente, más de setenta años después. Ella habría sido la única de las mujeres presentes que llegó a emitir un voto legal como ciudadana de su país, a los 91 años de edad.
Según otras fuentes, llegó a vivir para ver las elecciones pero no pudo votar porque estaba enferma el día de las elecciones de 1920.
Lo que sí es seguro es que sólo Woodward Pierce vivió lo suficiente como para tener el derecho a voto después de la ratificación de la Decimonovena Enmienda a la Constitución de los Estados Unidos en las elecciones presidenciales de Estados Unidos de 1920, que estipulaba que ni los estados de los Estados Unidos ni el gobierno federal puede denegarle a un ciudadano el derecho de voto a causa de su sexo.
Charlotte Woodward Pierce falleció el 15 de marzo de 1924 a los 94 años.